# Franco Ballerini

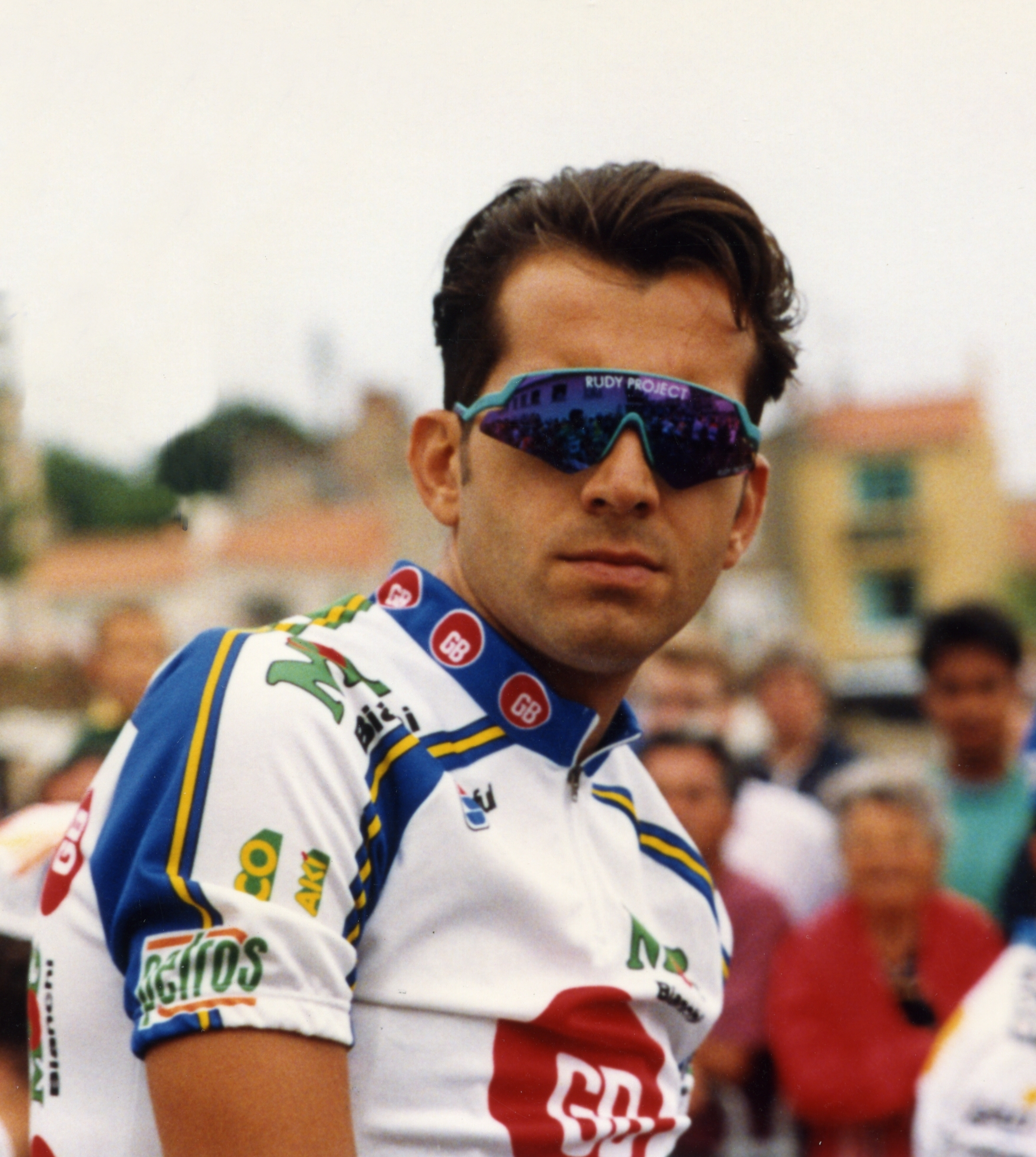
Franco Ballerini under 1993 års Tour de France.

Franco Ballerini, född 11 december 1964 i Florens, Toscana, död 7 februari 2010 i Pistoia, Toscana, var en italiensk tävlingscyklist. Han är mest känd för att ha vunnit Paris–Roubaix två gånger, 1995 och 1998. Han kom också tvåa i loppet 1993, efter att på mållinjen ha blivit slagen av Gilbert Duclos-Lasalle. För sin förmåga att köra bra i Paris–Roubaix kallades Ballerini ibland för "Mr. Paris–Roubaix".
Efter ha avslutat den aktiva karriären stannade Ballerini kvar inom cykelsporten och arbetade som förbundskapten för det italienska landslaget. Landslaget har varit mycket framgångsrikt och Italien vann under Ballerinis ledning Världsmästerskapens linjelopp 2002 i Zolder genom Mario Cipollini, OS i Aten 2004 genom Paolo Bettini och VM 2006 i Salzburg genom samme Bettini. 
Ballerini avled den 7 februari 2010 efter att ha ådragit sig skador vid en olycka i en rallytävling.

## Stall
- Magniflex 1986–1987
- Del Tongo 1988
- Malvor-Sidi 1989
- Del Tongo 1990
- Del Tongo-MG Boys 1991
- GB-MG Maglificio 1992–1993
- Mapei-CLAS 1994
- Mapei-GB 1995–1997
- Mapei-Bricobi 1998
- Lampre-Daikin 1999–2000
- Mapei-Quick Step  2001